# بوب لينن
بوب لينن (بالإنجليزية: Bob Lunn)‏ هو لاعب غولف أمريكي، ولد في 24 أبريل 1945 في سان فرانسيسكو في الولايات المتحدة.

## وصلات خارجية
- بوب لينن على موقع رابطة لاعبي الغولف المحترفين (الإنجليزية)